# 郡山総合体育館
郡山総合体育館（こおりやまそうごうたいいくかん、英: Koriyama General Gymnasium）は、福島県郡山市豊田町にある体育館である。
命名権導入により、2025年4月より宝来屋 ボンズアリーナ（ほうらいや ボンズアリーナ、英: HORAIYA BONDS ARENA、略称:ボンズA）の名称が使用されている（詳細後述）。

## 概要
B.LEAGUEに所属する福島ファイヤーボンズが、ホームアリーナとして使用している。このほか、2024-25シーズンより開幕するバレーボールSVリーグ女子のデンソーエアリービーズも、愛知から福島県郡山市へ本拠地を移転したのに伴い、ホームアリーナとして使用している。
これまでにABBA、イエロー・マジック・オーケストラ、スティーヴィー・ワンダー、小室哲哉など、国内外の大物ミュージシャンのコンサート会場としての利用実績がある。
また、4月から12月の毎週日曜日の朝には駐車場で農産物の朝市『郡山市おはよう市場』が開催されている。

## 沿革
- 1974年（昭和49年） - 開館。
- 1978年（昭和53年）1月4日 - 郡山市出身のプロボクサー小熊正二（元WBC世界フライ級王者、その後再び王者に返り咲き）の3度目の世界挑戦となるWBCフライ級タイトルマッチ（相手は王者のミゲル・カント〈メキシコ〉）が開催されたが、15回判定負け。
- 1995年（平成7年） - ふくしま国体が開催され、体操の会場となる。
- 2017年（平成29年） - 南東北総体が開催され、卓球競技、柔道競技の会場となる。
- 2024年3月1日（令和6年） ～ 2025年（令和7年）3月31日 - 開成山地区体育施設の整備事業に伴い[8][9]、その間に改修工事が行われた[9][5]（#改修工事参照）。
- 2025年4月12日 - グランドオープン。B.LEAGUE 福島対A千葉が行われ、史上最多となる4616人が来場[10]。また、土日の2日間で9000人以上が駆け付けた[11]。

## 施設
- 大体育館（9,078 m2 - バレーボール3面分+固定観客席2,556席）
- 小体育館（929 m2 - バレーボール1面）
- 柔道場（677 m2 - 2面）
- 剣道場（677 m2 - 2面）
- トレーニング室
- 会議室（スポーツ関連の会議の利用を優先）

### 改修工事
2024年で開館から50年を迎えた当体育館を始め、開成山地区の4つの体育施設（ヨーク開成山スタジアム、郡山ヒロセ開成山陸上競技場、開成山弓道場）は老朽化が顕著となっている。このため、民間活力を取り入れた機能向上ならびに開成山エリアの優位性を活かした魅力アップを目指し、開成山公園と合わせ一体的に整備を進めるものである。
当体育館は2026年のB.LEAGUE再編に伴い、新B1（Bプレミア）基準に対応するアリーナとなる。スポーツ観戦をはじめ、コンサートや会議などさまざまな用途に対応すべく、観客席増設や体育館床の更新、壁面4箇所に大型ビジョン（縦3.5メートル・横6メートル）の新設、照明のLED化、音響や換気システムの刷新、多目的トイレを含むトイレ数の増設、多目的室や会議室の新設などを行った。この改修工事に伴い、体育館の2階には個室観覧席（VIP席）、1階には移動式の観覧席が設けられ、座席数が2556席から5013席へ増加した。このほか、開成山公園への往来が楽になるよう、公園と大体育館の間を通る内環状線の上空に、ペデストリアンデッキを設置した。
2022年5月に施設所有者である郡山市が施設改修及び維持管理を行う事業者を公募、その結果郡山市内に本社を持ち人材派遣業やスポーツ施設の管理運営を行う「ゼビオコーポレート」を代表とする「開成山クロスフィールド郡山株式会社」が指定された
。
改修工事に入る前の2023年9月、消火用スプリンクラーの設置数を消防法の基準を満たさない状態で44年間にわたり使用されていたことが判明。改修工事にスプリンクラー増設が追加されたため、着工は当初予定から約4か月、供用開始は半年遅れとなった。
工事費は、民間企業のノウハウ活用で約11億円を削減。体育館、陸上競技場を含む一連の整備費用を約75億円に抑えている。
2025年3月27日、郡山市はペデストリアンデッキの新設工事が同月末に完成すると共に、4月12日の4施設オープンに先行して、4月1日からペデストリアンデッキの利用開始を発表した。

## 施設命名権
| 命名権による呼称                                                                | 契約企業           | 契約料年額（万円） | 契約期間                   |
| ------------------------------------------------------------------------------- | ------------------ | ------------------ | -------------------------- |
| - 宝来屋 郡山総合体育館(-2025年3月31日)→ - 宝来屋 ボンズアリーナ(2025年4月1日-) | 株式会社宝来屋本店 | 320                | 2018年4月1日-2023年3月31日 |
| - 宝来屋 郡山総合体育館(-2025年3月31日)→ - 宝来屋 ボンズアリーナ(2025年4月1日-) | 株式会社宝来屋本店 | 320                | 2023年4月1日-2025年3月31日 |
| - 宝来屋 郡山総合体育館(-2025年3月31日)→ - 宝来屋 ボンズアリーナ(2025年4月1日-) | 株式会社宝来屋本店 | 400                | 2025年4月1日-2030年3月31日 |

### 宝来屋本店
2018年4月に郡山市に本社を持ち、あま酒や味噌、麹など発酵食品の開発・生産を行っている「株式会社宝来屋本店」がネーミングライツを取得し、「宝来屋 郡山総合体育館」の愛称が設定された。契約期間は1期目が2023年3月末までの5年間で、2期目は2023年4月から2025年3月末までの2年間、3期目は2025年4月から2030年3月末までの5年間。
2025年4月の体育館リニューアルオープンを前に、同月付で愛称を「宝来屋 ボンズアリーナ」に変更した。福島ファイヤーボンズのホームアリーナであることを意味するほか、漢字表記からカタカナ表記にすることで新しく生まれ変わったイメージを市民に認識してもらい、ボンズという言葉本来の意味合いの通り、利用者を「つなぎ」、「つながる」施設として郡山市のスポーツの中枢拠点としての機能を果たしたい、という願いが込められている。

## 近隣
- 内環状線 (郡山市)
- 開成山公園
- 郡山総合運動場開成山野球場
- 郡山総合運動場開成山陸上競技場
- 開成山屋内水泳場